# Carnarvon (Western Australia)
Carnarvon ist der Hauptort der Gascoyne-Region von Western Australia und zählt etwa 4400 Einwohner. Er liegt an der Mündung des Gascoyne River in den Indischen Ozean, etwa 900 km nördlich von Perth. In der Stadt gibt es einen Seehafen.

## Geschichte
Die Stadt wurde im Jahr 1883 gegründet und nach dem britischen Kolonialminister Lord Carnarvon benannt. Sie diente vor allem als Hafen und Versorgungsstation für die Schaffarmen in der Umgebung – 1930 lebten hier 1,4 Millionen Schafe – sowie als administratives Zentrum für den Shire of Carnarvon. Die Wolle der Schafe wurde von Kamelkarawanen zum Hafen gebracht. Jenen Karawanen ist die ungewöhnliche Breite der Robinson Street zu verdanken, die als breiteste Straße Australiens gilt.

## Landwirtschaft
In der Umgebung der Stadt wird auf großen Plantagen Obst- und Gemüseanbau betrieben. Unter anderem werden Ananas, Avocados, Bananen, Bohnen, Jojobasamen, Mangos, Melonen, Orangen und Tomaten angebaut. Circa 80 Prozent der in Western Australia verzehrten Bananen stammen aus Carnarvon.
Ein Problem stellt die Bewässerung der Plantagen dar: Der Gascoyne River fließt nur ungefähr 120 Tage im Jahr. Außerhalb dieser Zeit wird deswegen das Grundwasser des Gascoyne River verwendet, da dieses das ganze Jahr über zur Verfügung steht.

## Sehenswürdigkeiten

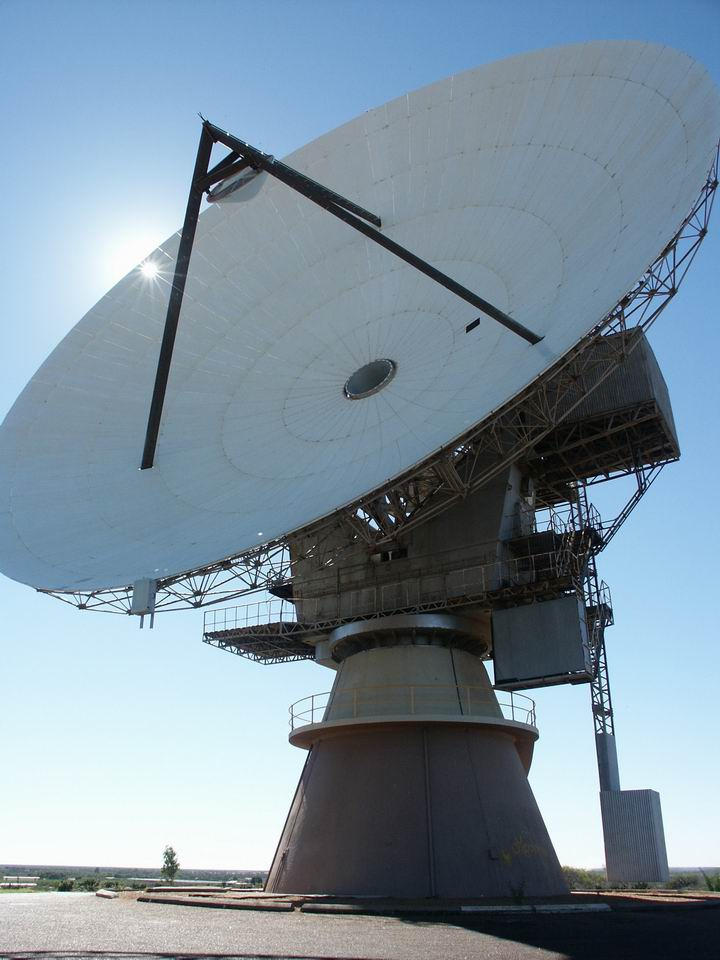
Die ehemalige Satellitenbeobachtungsstation

### Carnarvon Space Tracking Station
Die Satellitenbeobachtungsstation „The Big Dish“ wurde 1964 erbaut und im Gemini- sowie im Apollo-Programm genutzt. Auch bei der Mission Apollo 11 spielte sie eine wichtige Rolle. Das ehemalige Gelände der NASA wurde 1974 geschlossen und kann heute besichtigt werden. Das Museum befindet sich fünf Kilometer südlich von Carnarvon.

### Blow Holes
75 km nördlich von Carnarvon befinden sich etwa 30 Blowholes, enge Öffnungen von Meereshöhlen, aus denen die ankommenden Brandungswellen etwa zwanzig Meter in die Höhe spritzen.
Dieses Gischtwasser sammelt sich in kleinen Mulden und verdunstet dann relativ schnell, sodass sich in diesen Mulden eine Meerwassersole bildet und die sich absetzenden Salzkristalle ohne weiteres ausgeschöpft werden können, was ein sehr gutes Speisesalz ergibt. In dem ein paar hundert Meter südlich gelegenen Meeresnaturschutzgebiet, einer hinter einem Korallenriff gelegenen seichten Lagune, darf nicht geangelt werden; die Entnahme von Pazifischen Austern beachtlicher Größe ist jedoch erlaubt.

## Klimatabelle
|                       | Jan  | Feb  | Mär  | Apr  | Mai  | Jun  | Jul  | Aug  | Sep  | Okt  | Nov  | Dez  |   |       |
| Mittl. Tagesmax. (°C) | 31,3 | 32,6 | 31,4 | 29,0 | 26,0 | 23,2 | 22,2 | 22,8 | 24,3 | 25,9 | 27,4 | 29,2 | ⌀ | 27,1  |
| Mittl. Tagesmin. (°C) | 22,4 | 23,4 | 22,0 | 19,1 | 14,9 | 12,4 | 11,0 | 11,6 | 13,9 | 16,3 | 18,6 | 20,6 | ⌀ | 17,1  |
|                       |      |      |      |      |      |      |      |      |      |      |      |      |   |       |
| Niederschlag (mm)     | 12,1 | 20,5 | 15,9 | 13,7 | 37,2 | 47,7 | 46,3 | 19,1 | 6,0  | 5,8  | 4,1  | 2,1  | Σ | 230,5 |
|                       |      |      |      |      |      |      |      |      |      |      |      |      |   |       |
| Regentage (d)         | 1,8  | 2,5  | 2,1  | 2,8  | 5,2  | 7,3  | 7,2  | 5,1  | 2,9  | 2,3  | 1,2  | 0,6  | Σ | 41    |

| 22,4 |

| 23,4 |

| 22,0 |

| 19,1 |

| 14,9 |

| 12,4 |

| 11,0 |

| 11,6 |

| 13,9 |

| 16,3 |

| 18,6 |

| 20,6 |

| 22,4 |

| 23,4 |

| 22,0 |

| 19,1 |

| 14,9 |

| 12,4 |

| 11,0 |

| 11,6 |

| 13,9 |

| 16,3 |

| 18,6 |

| 20,6 |